# Sander Westerveld
Sander Westerveld (Enschede, 1974. október 23.) korábbi holland válogatott labdarúgó, kapus. Jelenleg kapusedzőként tevékenykedik.

## Pályafutása

### A kezdetek
1994-ben védhetett először profi mérkőzésen az FC Twente színeiben, összesen 14 alkalommal védhette az enschede-i csapat kapuját, majd 1996-ban a Vitesse csapatához igazolt, ahol 3 szezont is eltöltött, többnyire kezdőként kapott lehetőséget, és remek teljesítményének köszönhetően 1999-ben a negyedik helyen zárt a csapat az akkori holland bajnoki szezonban, amellyel kvalifikálták magukat az UEFA-kupára, és ennek dacára Westerweld hamar nemzetközi ismertségre tett szert.

### Liverpool
1999 nyarán le is csapott rá a David James távozásával új kapust kereső Liverpool, amely 4 millió angol fontot fizetett a Vitessenek, ezzel akkoriban a legdrágább hálóőr lett Westerveld az angol Premier League történetében.
Debütálására 1999. augusztus 7-én került sor, ahol a Sheffield Wednesday ellen 2-1-es vereséggel indult az angliai kaland. Augusztus 28-án aztán első komolyabb mozzanatára is sor került, amikor is az Arsenal elleni rangadón megfogta Davor Suker 11-esét, nagyban hozzájárulva a vörösök 2-0-s győzelméhez. Ezt követően pedig az akkori vezetőedző, Gérard Houllier állandó kezdőként jelölte Westerveldet, és bár az 1999-2000-es angol bajnoki szezonban 4. helyen zárt a csapat, ez is elég volt ahhoz, hogy kvalifikálják magukat a következő szezonbeli UEFA-kupára. Ugyanebben a Premier League szezonban egyébként Westerveld kapta a legkevesebb gólt.
A 2000-2001-es triplázós szezonban kulcsszerepet játszott a holland hálóőr, az angol Ligakupa döntőjében például a 11-es párbajban a Birmingham Cityt erősítő Andrew Johnson lövését hárította, ezzel megnyerve a merseyside-i alakulatnak a trófeát. Ugyanebben a szezonban megnyerte a Liverpoollal az FA-kupát az Arsenal ellen, illetve kétszeri hosszabbítás után az UEFA-kupát a spanyol Deportivo Alavés ellenében.
Utolsó szezonjában még az UEFA-szuperkupát és az angol szuperkupát megnyerte a csapattal, azonban 2001 augusztus végén a Bolton elleni bajnokin súlyosat hibázott, ennek következtében Houllier a kispadra ültette a hollandot pluszban még két további kapust szerződtetett Jerzy Dudek és Chris Kirkland személyében.
2001 decemberében távozott a vörösöktől Westerveld és 3,4 millió angol fontért a spanyol Real Sociedadhoz igazolt.

### A pályafutása további része
A 2002-03-as La Liga idényben fontos szerepet vállalt abban, hogy a Real Sociedad csapatával a Real Madrid mögött a második helyen zártak, indulási jogot szerezve ezzel a Bajnokok Ligájába. A 2004-05-ös idényben kölcsönben a Mallorca csapatához került, miután Miguel Angel Moya kiszorította őt a kezdőből. A "kalózok" becenévvel fémjelzett Mallorcával a 17., még éppen bentmaradást érő helyen zárt a holland, majd nem sokkal később szerződést bontott a Sociedaddal.
2005 júliusában visszaigazolt a Premier League-be a Portsmouthhoz, az akkori szakvezető, Alain Perrin pedig egyéves szerződést kötött vele. Ő lett az első számú kapus, Jamie Ashdown és Kostas Chalkias előtt. Azonban a Fratton Parkban eltöltött inkonzisztens idő után, amelyen mindössze 6 bajnoki mérkőzést játszott, 2006. február 24-én 28 napos kölcsönbe igazolt az Evertonhoz, korábbi klubja, a Liverpool riválisához. Az Evertonnak átmeneti kapusválsága volt, amikor Nigel Martyn, Richard Wright és Iain Turner sérültek voltak, Westerveld pedig két meccset játszott náluk. Amikor visszatért Portsmouthba már csak cserekapus volt és a Perrin helyére érkező Harry Redknapp elengedte 2006. május 11-én.
2006. július 28-án Westerveld egy szezonra aláírt a spanyol másodosztályú Almeríához, amely során segített nekik feljutni a La Ligába, mielőtt szerződése lejártával elhagyta a klubot.
2007. szeptember 7-én rövid távú szerződéssel csatlakozott a Sparta Rotterdamhoz, 2008 májusában pedig bejelentette, hogy elhagyja a Spartát. 2009 nyarán az olasz harmadosztályú AC Monza klubjához szerződött, miután sikeres próbajátékot folytatott a klubbal.
Később csatlakozott a dél-afrikai Ajax Cape Townhoz, ahol ő volt az első számú kapus. A 2012–2013-as szezon végén szerződést bontottak, majd kapusedző lett a klubnál.

### Válogatott
Westerveld 1999. június 8-án debütált a holland válogatottban egy Brazília elleni barátságos mérkőzésen, Goianaban. Bekerült a 2000-es labdarúgó Európa-bajnokságra készülő holland csapatba, sőt, az utolsó csoportmeccsen Franciaország ellen ő állt a kapuban van der Sar helyett, jóllehet mindkét csapat már bejutott korábban az egyenes kieséses szakaszba. A tornán az elődöntőig jutottak, miután tizenegyesekkel alulmaradtak az olaszok ellen.
2001. február 28-án játszotta utolsó meccsét a nemzeti csapatban, egy Törökország elleni 0-0-ás barátságos mérkőzés alkalmával, és ugyan a 2004-es Európa-bajnokságra is nevezte őt Dick Advocaat szövetségi kapitány, lehetőséget már nem kapott az Oranje részéről újabb elődöntővel végződő tornára.

## Statisztikája
| Szezon    | Klub               | Ország                  | Bajnokság                  | Mérkőzés | Gólok |
| --------- | ------------------ | ----------------------- | -------------------------- | -------- | ----- |
| 1994/95   | FC Twente          | Hollandia               | Eredivisie                 | 3        | 0     |
| 1995/96   | FC Twente          | Hollandia               | Eredivisie                 | 11       | 0     |
| 1996/97   | Vitesse            | Hollandia               | Eredivisie                 | 34       | 0     |
| 1997/98   | Vitesse            | Hollandia               | Eredivisie                 | 34       | 0     |
| 1998/99   | Vitesse            | Hollandia               | Eredivisie                 | 33       | 0     |
| 1999/00   | Liverpool          | Anglia                  | Premier League             | 36       | 0     |
| 2000/01   | Liverpool          | Anglia                  | Premier League             | 38       | 0     |
| 2001/02   | Liverpool          | Anglia                  | Premier League             | 1        | 0     |
| 2001/02   | Real Sociedad      | Spanyolország           | Primera División           | 20       | 0     |
| 2002/03   | Real Sociedad      | Spanyolország           | Primera División           | 37       | 0     |
| 2003/04   | Real Sociedad      | Spanyolország           | Primera División           | 20       | 0     |
| 2004/05   | RCD Mallorca       | Spanyolország           | Primera División           | 6        | 1     |
| 2005/06   | Portsmouth         | Anglia                  | Premier League             | 6        | 0     |
| 2006/07   | Everton            | Anglia                  | Premier League             | 2        | 0     |
| 2007/08   | UD Almería         | Spanyolország           | Segunda División A         | 34       | 0     |
| 2008/09   | Sparta Rotterdam   | Hollandia               | Eredivisie                 | 29       | 0     |
| 2009/10   | AC Monza           | Olaszország             | Lega Pro Prima Divisione A | 30       | 0     |
| 2010/11   | AC Monza           | Olaszország             | Lega Pro Prima Divisione A | 22       | 0     |
| 2011/12   | Ajax Cape Town     | Dél-afrikai Köztársaság | Premier Soccer League      | 23       | 0     |
| 2012/13   | Ajax Cape Town     |                         | Premier Soccer League      | 19       | 0     |
| Összesen  | Összesen           | Összesen                | Összesen                   | 373      | 1     |
| Fríssitve | 2023. február 16.. |                         |                            |          |       |

## Sikerei, díjai

### Liverpool
Győztes
- 2000–01 Ligakupa
- 2000–01 FA kupa
- 2000–01 UEFA-kupa
- 2001–02 Szuperkupa
- 2001–02 UEFA-szuperkupa

### Real Sociedad
Második helyezett
- 2002–03 La Liga

### Almería
Második helyezett
- 2006–07 Segunda División